# Sinecdocă
În retorică și în semantică, sinecdoca (din fr  synecdoque < el  συνεκδοχή synecdoché literal „cuprindere la un loc” ← συν- syne- „împreună”+ εκδοχή ecdoché „înțelegere”) este o figură de stil semantică și un procedeu lingvistic care constă în înlocuirea unui nume cu altul pe baza unei relații logice de tip cantitativ între ele. Altfel formulat, este numirea unui denotat cu un termen care în mod obișnuit are un sens fie mai larg, fie mai restrâns decât numele obișnuit al acelui denotat.
Unii autori consideră sinecdoca o formă particulară de metonimie. Au în comun înlocuirea denumirii obișnuite cu alta, pe baza relației logice de contiguitate (apropiere) dintre ele. În sinecdocă, relația este și de tip cantitativ, ceea ce nu este cazul la unele tipuri de metonimie, de pildă când se numește un conținut cu conținătorul său, ex. A băut câteva pahare.
Ca metonimia în general, și sinecdoca este răspândită atât în vorbirea obișnuită, cât și în opere literare.

## Tipuri de sinecdocă
Tipurile de sinecdocă se grupează în perechi în funcție de criteriul după care se opun unul altuia. Astfel sunt, după unii autori, parte – întreg, singular – plural și specie – gen. Alți autori adaugă la acestea perechea obiect – materie.

### Parte – întreg

#### Parte pentru întreg
Acest tip de sinecdocă este cunoscut în retorică cu denumirea sa latină, pars pro toto.
Exemple în vorbirea obișnuită:
ro  o cireadă de o mie de capete – capete pentru vite;
fr  Gilles a enfin trouvé un toit „În sfârșit, Gilles și-a găsit locuință” – toit „acoperiș” pentru logement „locuință”;
en  We need to hire some more hands „Trebuie să angajăm mai mulți muncitori” – hands „mâini” pentru workers „muncitori”;
hu  Hány fő vett részt az értekezleten? „Câte persoane au luat parte la ședință?” – hány fő „câte capete” pentru hány személy „câte persoane”.
Exemple literare:
ro  Îți dau catarg lângă catarg, / Oștiri spre a străbate / Pământu-n lung și marea-n larg (Mihai Eminescu) – catarg pentru corabie;
fr  Londres fut de tout temps l’émule de Paris „Londra a fost totdeauna concurenta Parisului” (Voltaire) – numele capitalelor pentru cele ale țărilor;
hu  Szárnyakon megyünk legalább Marosvásárhelyig „Mergem cu aripi cel puțin până la Târgu Mureș” (Áron Tamási) – szárnyakon pentru repülőgéppel „cu avionul”;
ru  Все флаги в гости будут к нам Vse flaghi v gosti budut k nam lit. „Toate flamurile vor fi oaspeți la noi” (Alexandr Sergheevici Pușkin) – флаги pentru корабли korabli „corăbii”.

#### Întreg pentru parte
În retorică, numele latinesc al acestui tip de sinecdocă este totum pro parte.
Exemple:
fr  Le Canada a vaincu le Brésil en demi-finale „Canada a învins Brazilia în semifinală” – numele țărilor pentru echipele lor sportive;
en  I was stopped by the law „Am fost oprit de un polițist” – the law „legea” pentru a police officer „un polițist”;
hu  Gyűjtötte a világot, amiben élünk, amíg élünk; s aztán elvitte „A adunat ce a cunoscut în lumea în care trăim, până trăim; apoi a dus aceasta cu sine” (Áron Tamási) – a világot „lumea” pentru a tapasztalatokat, benyomásokat „experiențele, impresiile”;
ru  Начальство осталось довольно Nacialstvo ostalos dovolno „Conducerea a rămas mulțumită” – начальство pentru начальник nacialnik „șeful”.

### Singular pentru plural
Acest tip de sinecdocă este relativ rar. Se găsește mai ales în cazul etnonimelor (numelor de popoare). Exemple:
ro  Românul e născut poet (Vasile Alecsandri);
fr  Triomphateur heureux du Belge et de l’Ibère „Învingător fericit al belgienilor și al spaniolilor” (Voltaire);
ru  И слышно было до рассвета, как ликовал француз I slîșno bîlo do rassveta, kak likoval franțuz „Și s-a auzit până în zori cum jubila franțuzul” (Mihail Lermontov);
hu  A szó után leheveredett a fa alá „După ce a vorbit, s-a culcat sub copac” (Áron Tamási) – szó „cuvânt” pentru beszéd „vorbire”.

#### Plural pentru singular
Acest tip de sinecdocă este și mai puțin frecvent decât singularul pentru plural. De exemplu, în literatura mai veche a unor limbi se întâlnește folosirea unor nume proprii de persoane celebre la plural în loc de singular pentru aceeași singură persoană, ca procedeu de scoatere în evidență:
fr  Il fut loin d’imiter la grandeur des Colberts „Nici pe departe nu a atins măreția lui Colbert” (Voltaire).
ru  Мы все глядим в Наполеоны Mî vse gliadim v Napoleonî „Noi toți ne uităm la Napoleon” (Pușkin).
Nu se confundă această figură de stil cu antonomaza realizată cu numele propriu de persoană la plural folosit pentru numirea oamenilor care au caracteristicile acelei persoane, ex. les Cassandres „Casandrele”.
În mai multe limbi există pluralul majestății în locul singularului:
en  We, Edward, by the grace of God, King of... „Noi, Eduard, prin harul lui Dumnezeu, rege al...”;
fr  Aujourd’hui 21 décembre 1785, dix heures du matin, en l’assemblée du Corps municipal, tenue devant nous Louis-Charles Lemenestrel, chevalier de l’ordre royal de Saint-Louis, conseiller du Roi… „Astăzi, 21 decembrie 1785, ora zece dimineața, în adunarea Corpului municipal, ținută în prezența noastră, Louis-Charles Lemenestrel, cavaler al ordinului regal al Sfântului Ludovic, consilier al Regelui...”;
hu  Mi, minden magyarok királya „Noi, regele tuturor maghiarilor”.

### Specie – gen

#### Specie pentru gen
Această relație este între un hiponim și hiperonimul său:
fr  Je l’ai vu refuser, poliment inhumain, / Une place à Racine, à Crébillon du pain „L-am văzut refuzând să-i dea, în mod politicos inuman, / O slujbă lui Racine, pâine lui Crébillon” (Voltaire) – pain pentru nourriture „hrană”;
ru  Пуще всего береги копейку Pușce vsevo bereghi kopeiku „Economisește neapărat banii” (Nikolai Gogol) – копейку „copeica” pentru деньги denghi „banii”.
hu  Amikor a poharak s a kalács mellől végre felálltak… „Când, în sfârșit, s-au ridicat de la mâncare și băutură...” (Áron Tamási) – kalács „cozonac” pentru étel „mâncare”.

#### Gen pentru specie
În cazul acestui tip de sinecdocă se folosește un hiperonim în locul unui hiponim al său. Pentru înțelegerea sa este nevoie ca specia (hiponimul), uneori și genul (hiperonimul) să fi fost numite mai înainte în context:
fr  Le quadrupède écume, et son œil étincelle „Patrupedul face spume și ochii îi sticlesc” (Jean de La Fontaine) – quadrupède pentru lion „leu”, apărut mai înainte în fabulă;
ru  Ну что ж, садись, светило Nu șto j, sadis, svetilo „Ei bine, șezi, astrule” (Vladimir Maiakovski) – светило pentru солнце „soare”;
hu  A négylábúakkal nincs is olyan sok baj, mint a kétlábúakkal „Cu patrupezii nici nu sunt atâtea necazuri ca și cu bipezii (frază dintr-un jurnal de pe internet) – a négylábúakkal pentru a kutyákkal „cu câinii”, a kétlábúakkal pentru az emberekkel „cu oamenii”.

### Obiect – materie
Folosirea numelui unui obiect în locul numelui materiei sau al materialului din care este constituit este puțin frecventă. Un exemplu în argoul francez este sac à main „poșetă” pentru crocodile „crocodil”.
Sinecdoca prin folosirea unui nume de materie sau material în locul numelui obiectului pe care îl constituie este mult mai frecventă. Unii autori o tratează numai ca metonimie. Exemple:
fr  Tous, le fer dans les mains, jurent de le venger lit. „Toți, cu sabia-n mână jură să-l răzbune” (Voltaire) – fer „fier” pentru épée „sabie”;
ru  Не то на серебре — на золоте едал Ne to na serebre – na zolote edal „Nu din argint, ci din aur mânca” (Aleksandr Griboedov) – на серебре și на золоте pentru vasele din aceste aceste materii;
hu  Nincs egy vasam sem lit. „N-am nici un sfanț” – egy vas „un fier” pentru egy fillér „un ban”.